# Patissa fractilinealis
Patissa fractilinealis là một loài bướm đêm trong họ Crambidae.